# Премия Европейской киноакадемии
Премия Европейской киноакадемии (англ. European Film Awards) — ежегодная континентальная премия Европейской академии кино, учреждённая в 1988 году. По замыслу учредителей противопоставлена «Оскару» как главная кинематографическая премия Объединённой Европы и иногда называется «Европейским Оскаром». Символическим образом первая церемония вручения «Евро-Оскара» проходила в Западном Берлине. До 1997 года также известна как премия «Феликс» (англ. Felix Awards) по названию статуэтки, которая вручалась лауреатам с 1988 по 1996 год.

## История премии
В Европе при всём изобилии кинофестивалей и премий, долгое время не существовало некоей единой континентальной «суперпремии». Все европейские фестивали имели довольно отчётливый национальный характер и делились по месту их проведения. И каннская «пальмовая ветвь» (Франция), и «бронзовый леопард» (Швейцария), и немецкий «медведь» — все они до некоторой степени отражали национальный взгляд на киноиндустрию.
Премия «Феликс» (Felix Awards) была создана в 1988 году до некоторой степени в противовес американскому «Оскару», вследствие желания противопоставить американскому суперпризу нечто супер-европейское. Её учреждение было задумано как часть общего объединительного процесса в Европе, в сфере кинематографии.
Подобно тому, как название американского «Оскара» (случайно) связано с именем собственным (золотая статуэтка имела некоторое портретное сходство с дирижёром эстрадно-симфонического оркестра, сопровождавшего первые церемонии вручения премии), так и название «Феликс» («счастливый») тоже вполне случайно. Так называлось одно небольшое каннское кафе, где в начале 1987 года несколько знаменитых режиссёров Старого Света (как раз во время очередной церемонии вручения каннской «пальмовой ветви») и придумали этот приз в пику американскому коммерциализированному «Оскару».
Поскольку приз является именно общеевропейским, по уставу ежегодное вручение премии происходит не в одном и том же месте, а в разных столицах Европы. Правда, в течение первых десяти лет существования премии чаще всего она оказывалась в Берлине. Так, в 1988 году самая первая церемония награждения «Феликсами» прошла в ещё Западном Берлине (до объединения города и страны).
В отличие от американского «Оскара» статуэтка «Феликса» не золотая, а бронзовая, на латунном постаменте (на котором можно увидеть и эмблему «еврооскара» — чёрную лестницу из четырёх ступеней), макет которой был сделан немецким скульптором-примитивистом. Контраст внешнего вида этих двух скульптур («Оскара» и «Феликса»), при общности замысла, наглядно демонстрирует разницу в идеологии и эстетике премий.
Премия стала очень популярна сразу после учреждения. Однако в середине 1990-х годов её популярность заметно снизилась. Премия была переименована в премию Европейской киноакадемии, дизайн статуэтки также был изменён, приближён к художественным стандартам других кинопризов. В начале 2000-х интерес к «европейскому Оскару» возродился.

## Значение премии
Если у американского «Оскара» существуют явно обозначенные правила номинирования (фильм должен находиться в кинопрокате на территории округа Лос-Анджелес не менее семи дней подряд в календарный год вручения премии), то «Феликс» для отбора и награждения кинокартин не пользуется конкретными критериями. Это награда некоммерческая, точнее говоря, финансовая успешность картины не является критерием для отбора. До некоторой степени на выбор жюри влияет даже некоторое общее настроение европейской бюрократии. Наконец, это награда за художественные достоинства кинопроизведения (новаторские или, напротив, традиционалистские). И если по престижности «Феликс» пока уступает главной голливудской награде, то всё-таки сегодня это европейская кинонаграда № 1 наряду с каннской «Золотой пальмовой ветвью».

## Место проведения церемонии
По замыслу учредителей «Феликса» премия Европейской киноакадемии должна была стать единственной (и возможно главной) общеевропейской премией, в отличие от других наиболее известных фестивалей, каждый из которых имеет в той или иной степени национальное лицо. С другой стороны, в полном соответствии с основной концепцией премии, как «Оскара» объединяющейся Европы, церемония награждения не должна была иметь постоянной столицы, но каждый год мигрировать из города в город, так же, как и «столица Европы». И также в полном соответствии с этой концепцией, львиная доля церемоний вручения премии Европейской киноакадемии за все годы существования премии проходило в Германии, чаще всего — в Берлине. Также символичным является тот факт, что первая церемония «Феликса» состоялась в Западном Берлине всего за два года до объединения города и страны, а начиная с 1995 каждый нечётный год был отдан Германии.
| Город      | Страна    | Количество | Годы                                                                                     |
| ---------- | --------- | ---------- | ---------------------------------------------------------------------------------------- |
| Барселона  | Испания   | 1          | 2004                                                                                     |
| Берлин     | Германия  | 15         | 1988, 1993, 1994, 1995, 1997, 1999, 2001, 2003, 2005, 2007, 2011, 2013, 2015, 2017, 2019 |
| Бохум      | Германия  | 1          | 2009                                                                                     |
| Валлетта   | Мальта    | 1          | 2012                                                                                     |
| Варшава    | Польша    | 1          | 2006                                                                                     |
| Вроцлав    | Польша    | 1          | 2016                                                                                     |
| Глазго     | Шотландия | 1          | 1990                                                                                     |
| Копенгаген | Дания     | 1          | 2008                                                                                     |
| Лондон     | Англия    | 1          | 1998                                                                                     |
| Париж      | Франция   | 2          | 1989, 2000                                                                               |
| Потсдам    | Германия  | 3          | 1991, 1992, 1996                                                                         |
| Рига       | Латвия    | 1          | 2014                                                                                     |
| Рим        | Италия    | 1          | 2002                                                                                     |
| Севилья    | Испания   | 1          | 2018                                                                                     |
| Таллин     | Эстония   | 1          | 2010                                                                                     |

## Лауреаты и номинанты
Гран При на первом фестивале в 1988 году получил Кшиштоф Кесьлёвский с фильмом «Короткий фильм об убийстве» (Krótki film o zabijaniu). Премией за лучшую женскую роль первого плана был отмечен фильм Педро Альмодовара «Женщины на грани нервного срыва» (Mujeres al borde de un ataque de nervios) где главную роль сыграла испанская актриса Кармен Маура. Тогда же, на первом вручении «Феликсов» (Западный Берлин, ноябрь 1988 года) специальную премию жюри за лучшую музыку получил российский (тогда ещё советский) композитор Юрий Ханон (кинофильм «Дни затмения»).
Российских лауреатов «еврооскара» можно пересчитать по пальцам. В 1989 году приз за лучший сценарий получила Мария Хмелик (за фильм «Маленькая Вера»). В 1990 году, когда премию вручали в Глазго, последним советским лауреатом «Феликса» стал актёр Дмитрий Певцов (за исполнение главной роли в фильме Глеба Панфилова «Мать»). Наибольшим успехом российского кинематографа является 2003 год, когда фильм «Возвращение» Андрея Звягинцева получил звание «Открытие года» и статуэтку. В 2005 году, кинофильм «4» Ильи Хржановского был номинирован на звание «Открытия года», но в итоге «Феликса» не получил. В 2016 году приз лучшему композитору получил Илья Демуцкий за музыку к фильму Кирилла Серебренникова «Ученик».
Сразу пять «Феликсов» 2005 года получил фильм «Скрытое» австрийского режиссёра Михаэля Ханеке (Michael Haneke). Это были премии за лучший фильм, за лучшую режиссуру, лучшее исполнение мужской роли Даниэль Отёй (Daniel Auteuil) и монтаж Михаэль Худечек и Надин Мюз, (Michael Hudecek, Nadine Muse), а также специальная награда кинокритиков ФИПРЕССИ. «Феликс» 2006 года ещё раз показал свою политическую направленность. Его получил фильм «Жизнь других» Флориана Хенкеля фон Доннерсмарка о тоталитарном ГДР, герой которого сотрудник спецслужбы «Штази». Фильм не захотели показать ни Берлинский, ни Каннский фестивали, но зато потом он получил Гран При в Локарно и «Феликса».

## Номинации
Главной номинацией премии Европейской киноакадемии является приз за Лучший фильм Европы (или европейский фильм года). Количество побочных номинаций за всё время существования Феликса колебалось от 15 до 25 категорий. Как правило, лауреаты премии Европейской киноакадемии определяются голосованием её членов, одну премию определяют зрители (в некоторые годы количество зрительских призов доходило до пяти), и ещё одну — кинокритики (приз-ФИПРЕССИ).
| Номинация                                | Английское название                                    | в какие годы вручалась |
| ---------------------------------------- | ------------------------------------------------------ | ---------------------- |
| Лучший фильм                             | Best European Film (Film of the year)                  | с 1988                 |
| Лучший режиссёр                          | Best European Director                                 | 1988-1989, с 2001      |
| Лучший актёр                             | Best European Actor                                    | с 1988                 |
| Лучшая актриса                           | Best European Actress                                  | с 1988                 |
| Лучший сценарист                         | Best European Screenwriter                             | с 1988                 |
| Лучший композитор                        | Best European Composer                                 | 1989-1992, с 2004      |
| Лучший оператор                          | Carlo Di Palma European Cinematographer Award          | с 1989                 |
| Лучший монтаж                            | Best European Production Designer                      | с 1988                 |
| Лучший художник-постановщик              | Best European Editor                                   | 1991-1992, 2005, 2010  |
| Лучший актёр второго плана               | Award for an artistic contribution                     | 1988, 1990-1992        |
| Лучшая актриса второго плана             | Award for an artistic contribution                     | 1988, 1990-1992        |
| Лучшее кино для детей                    | European Discovery — Prix FIPRESCI                     | 1988, 1990, 1998       |
| Лучший документальный фильм              | European Film Academy Documentary — Prix ARTE          | с 1989                 |
| Лучший анимационный полнометражный фильм | European Film Academy Animated Feature Film            | 2009                   |
| Лучший короткометражный фильм            | European Film Academy Short Film                       | 1998                   |
| Лучший фильм совместного производства    | European Co-Production Award — Prix EURIMAGES          | 2007                   |
| За творчество в целом                    | European Film Academy Lifetime Achievement Award       | с 1988                 |
| За европейский вклад в мировое кино      | European Achievement in World Cinema                   | 1997                   |
| Лучший неевропейский фильм               | Non-European Film — Prix Screen International          | 1996-2005              |
| Лучший фильм (зрительский приз)          | People’s Choice Award — Best European Film             | 2006                   |
| Лучший режиссёр (зрительский приз)       | Jameson People’s Choice Award — Best European Director | 1997-2005              |
| Лучшая актриса (зрительский приз)        | Jameson People’s Choice Award — Best European Actress  | 1997-2005              |
| Лучший актёр (зрительский приз)          | Jameson People’s Choice Award — Best European Actor    | 1997-2005              |

## Своеобразные рекорды
По состоянию на 2018 год.
- Фильмы-лауреаты:
  - 6 — Гуд бай, Ленин! (герм.), Призрак (3 страны) и Ида (4 страны);
  - 5 — Поговори с ней (исп.), Скрытое (5 стран), Гоморра (ит.), Тони Эрдманн (авст., герм.) и Квадрат (4 страны).
- Фильмы-номинанты:
  - 8 — Ангел-хранитель[швед.] (швед.), Гуд бай, Ленин! (герм.), Скрытое (5 стран), Призрак (3 страны), «Меланхолия» (4 страны), Ида (4 страны);
  - 7 — Амели (фр.), Поговори с ней (исп.), Головой о стену (герм.) и Королева (3 страны).